# Bons-en-Chablais
Bons-en-Chablais este o comună în departamentul Haute-Savoie din sud-estul Franței. În 2009 avea o populație de 4.793 de locuitori.

## Evoluția populației
| An        | 1975  | 1982  | 1990  | 1999  | 2006  | 2009  |
| --------- | ----- | ----- | ----- | ----- | ----- | ----- |
| Populație | 2.431 | 2.781 | 3.275 | 3.980 | 4.531 | 4.793 |